# Metileo
Metileo är en ort i Argentina.   Den ligger i provinsen La Pampa, i den centrala delen av landet, 500 km väster om huvudstaden Buenos Aires. Metileo ligger 143 meter över havet och antalet invånare är 483.
Terrängen runt Metileo är mycket platt, och sluttar österut. Runt Metileo är det ganska glesbefolkat, med 24 invånare per kvadratkilometer.. Närmaste större samhälle är Trenel, 19,0 km väster om Metileo.
Trakten runt Metileo består till största delen av jordbruksmark.